# Dicliptera nasikensis
Dicliptera nasikensis là một loài thực vật có hoa trong họ Ô rô. Loài này được Lakshmin. & B.D.Sharma mô tả khoa học đầu tiên năm 1985 publ. 1986.